# 헤라클레스의 12과업

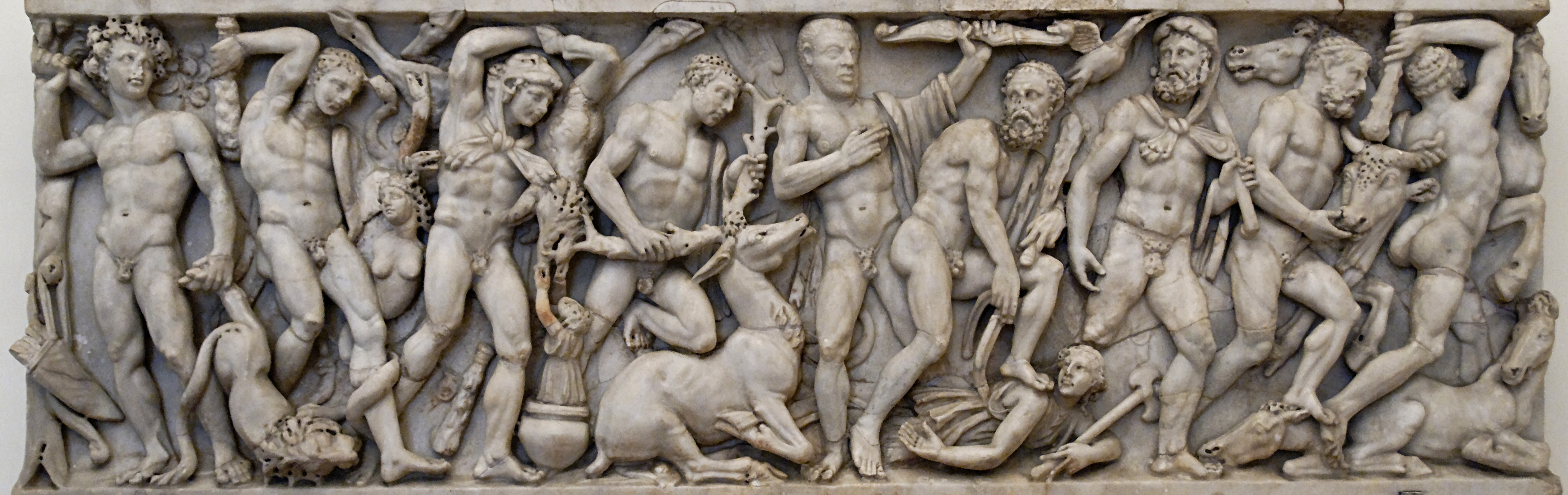
헤라클레스의 12업

헤라클레스의 12업은 헤라가 내린 광기로 자신의 아이들을 죽인 헤라클레스가 죄값을 치르기 위해 에우리스테우스 밑에서 노역을 하게 된 것을 말한다. 만약 그가 성공한다면 자신의 죄를 씻고 불멸자가 될 자격이 주어질 것이라고 하였다. 다른 설에는 1개의 노역을 모두 끝냈지만 에우리스테우스는 아이게우스의 외양간을 보상을 받고 청소한 것, 레르나의 히드라를 퇴치할 때 사촌 이올라오스의 도움을 받은 것을 들어서 11의 노역(헤스페리데스의 황금 사과 따오기, 케르베로스 잡아오기)을 더 시킨다. 이로써 헤라클레스가 했던 노역의 개수는 12개로 늘어났다.

## 네메아의 사자를 죽일 것
헤라클레스는 네메아를 떠돌다가 클리오네라는 지역에 도착하게 되었다. 그곳에서 헤라클레스는 한 남자 아이를 만났다. 그 아이는 만일 헤라클레스가 네메아의 사자를 130일 안에 죽인다면 온 마을이 사자를 제우스에게 제물로 올릴 것이며, 이에 성공하지 못한다면 자기 자신을 제물로 바칠 것이라고 말하였다. 다른 이야기에서는 헤라클레스가 네메아의 사자 때문에 아들을 잃은 몰로코스와 만나며 헤라클레스가 아들의 원수를 갚아 주는 대가로 그의 전재산인 양을 주려고 하지만, 헤라클레스는 사양하며 만일 헤라클레스가 30일 안에 네메아의 사자를 퇴치한다면 그의 양들을 제우스에게 올리고, 실패하면 죽은 영웅(헤라클레스)에게 그 양을 희생시키기로 하였다.
사자를 찾는 도중, 헤라클레스는 사자의 금색 털이 매우 두꺼워 관통할 수 없다는 것을 모르는 채, 사자를 죽이기 위한 화살을 몇 개 찾았다. 그렇지만 사자에게 활을 쏘아도 두꺼운 털에 튕겨 나온다는 것을 보고 사자를 죽일 방법을 생각해 보았다. 조금 후, 헤라클레스는 사자가 동굴로 돌아오도록 유인했다. 그 어두운 동굴 안에서 헤라클레스는 사서 몽둥이로 친 후, 엄청난 힘을 이용하여 목을 졸라 죽였다. 이 싸움 중에서, 네메아의 사자는 헤라클레스의 손가락 하나를 물어 뜯어 잘라 냈다고 한다. 다른 버전의 이야기들에서는, 헤라클레스가 활을 연속적으로 쏘다가 화살에 납을 꽃아 두꺼운 털이 없는 입에 쏴서 녹으면 입에 흘러들어가게해서 처리했다고 한다. 헤라클레스는 사자를 죽인 후, 자신의 칼로 가죽을 벗겨내려고 했다. 이에 실패하자, 헤라클레스는 칼을 돌에 갈아 보았다. 하지만 갈아진 칼과 심지어는 돌로도 사자의 가죽을 벗겨내기는 불가능 하였다. 마지막에는 아테나가 사자의 발톱을 이용하여 가죽을 벗겨 보라고 조언해주었다. 다른 버전의 이야기에서는, 헤라클레스의 옷이 시테론의 사자의 가죽이었다고 전해진다. 이때부터 헤라클레스는 사자가죽을 착용하고, 몽둥이를 든 모습으로 그려진다. 헤라클레스가 사자의 시체를 둘러메고 클레오나이 마을로 돌아왔을 때 몰로코스는 헤라클레스가 죽은 줄 알고 제물을 바치려고 하고 있었다. 몰로르코스는 제우스에게 양을 제물로 바치며 헤라클레스를 찬양하였다. 훗날 헤라클레스는 엘리스 왕국과 전쟁을 치르면서 클레오나이 사람들에게 많은 도움을 받았다. 헤라클레스는 전 재산인 양을 잡아주려고 했던 몰로르코스를 위해서 네메아 근방에 몰로르키아라는 도시를 세우고, 네메아 숲을 조성하여 그리스 4대 경기 중 하나인 네메아 경기가 열리도록 하였다.
에우리스테우스는 헤라클레스가 가져온 사자의 가죽을 보고 놀랍고 두려워 하였다. 에우리스테우스는 헤라클레스가 다시는 도시로 들어오지 못하게 하였다, 나중에는 결국 도시의 문 밖에서 업적의 결과를 보여야 했다. 에우리스테우스 왕은 헤라클레스에게 다음 업은 훨씬 어려울 것이라고 경고하며 히드라를 퇴치하도록 하였다.
제우스는 아들인 헤라클레스의 업적을 기리기 위해 사자자리를 하늘에 올렸다고 한다.

## 레르나의 독사 히드라를 퇴치할 것
이집트 출신 다나오스는, 형 아이깁토스가 자신의 재산을 노리고는 자신의 딸 50명과 결혼하자며 아들 50명을 보내자, 딸들에게 연락하여 신혼 첫날 밤 사위이자 조카인 50명의 목을 베어 레르나의 호수에 던지게 했다. 아이깁토스의 50인의 아들의 원한 혹은 신성한 결혼을 배신한 죄에 분노한 헤라 여신은 레르나 호수에 뱀 히드라를 보내 지나가는 여행객을 잡아먹게 하였다. 에우리스테우스는 헤라클레스에게 여러 세대동안 골칫거리였던 레르나의 히드라를 격퇴하도록 지시하였다. 헤라클레스는 히드라의 목을 베었으나, 잘려나간 목이 2개로 늘어나 히드라의 목은 1000개가 되었다.
이때 헤라클레스는 이올라오스의 도움을 얻어 100개의 머리 외에 진짜 머리를 베어 히드라를 죽였다고 한다. 다른 전승으로는 이올라오스 또는 테세우스의 도움을 얻어 히드라의 뒷을 벤 자리를 불로 지져서 머리를 재생하지 못하게 한 뒤 1050개의 머리를 다 잘랐다고도 한다. 이때 히드라의 목에서 독이 든 피를 받았고, 이 피를 자신에 화살에 발라서 사용하였다.

## 케리네이아의 암사슴을 생포할 것
이전의 괴물을 죽이는 노역이 헤라클레스에게 쉬웠다고 생각한 에우리스테우스는 세 번째 노역으로 헤라클레스에게 케리네이아의 암사슴을 상처 하나 없이 생포하라는 까다로운 조건으로 미케네로 데리고 오라고 지시하였다. 헤라클레스는 2년 동안 그리스 전역을 돌아다니면서 이 화살처럼 빠른 사슴을 쫓았다. 지친 사슴이 아르테미시온산에서 라돈강으로 내려가 쉬고 있을 때 피가 나지 않도록 사슴의 뒷다리 뼈와 근육 사이에 독이 묻지 않은 화살을 쏘아 도망치지 못하도록 하여 생포한 후 미케네로 데려갔다.
에우리스테우스는 아르테미스 여신이 자신의 사슴을 학대한 헤라클레스를 벌할 것이라 생각하였다. 헤라클레스는 미케네로 돌아가던 중 우연히 아르테미스와 아폴론 남매와 마주치게 되고 사슴을 데려오는 것이 자신의 속죄를 위한 노역이라 설명하고 여신으로부터 용서를 구하며 사슴을 원래 있던 곳에 데려다 놓겠다 약속하였다. 결국 아르테미스는 헤라클레스를 용서하였고 에우리스테우스의 계획은 실패하였다.

## 에리만토스의 멧돼지를 생포할 것
네 번째 과업은 아르카디아 지방의 에리만토스 산에 사는 멧돼지를 사로잡는 일이었다. 이 괴물 멧돼지는 자주 산에서 내려와 밭을 파헤치고 황폐화 시켰으나, 재빠른 속도로 사냥꾼과 여행객에게 달려들어 인명을 상하게 하여 아무도 이 멧돼지를 잡지 못했다고 한다. 헤라클레스는 이 멧돼지를 추격한 끝에 눈 속으로 몰아세워서 지치게 한 다음 생포했다고 한다. 과업을 수행하러 가는 길에 헤라클레스는 폴로스라는 켄타우로스의 환대를 받았다. 그러나 만찬에서 술에 취한 켄타우로스 몇 명이 시비를 걸어옴에 따라 결투가 벌어졌다. 역시 술에 취중이었던 헤라클레스는 히드라의 독이 묻은 화살을 날렸고, 이 과정에서 실수로 현자 케이론을 쏘아 죽지 않는 케이론을 고통에 사무치게 했다고 한다. 그 후 케이론은 죽지 못하고 제우스의 명에 의해 하늘로 올려져 사수자리가 되었다. 사로잡은 멧돼지를 가져가자 에우뤼스테우스는 기겁을 하면서 청동 항아리에 숨었다 한다.

## 아우게이아스의 외양간을 청소할 것
30년 동안 청소하지 않은 아우게이아스의 외양간을 청소하는 일이다. 헤라클레스는 인근 두 강의 물줄기를 끌어다가 외양간을 청소했다고 한다. 아우게이아스는 헤라클레스에게 고맙다는 표시로 300마리의 소를 주었다. 다른 설에서는 아우게이아스가 약속을 지키지않아 분노한 헤라클레스가 후에 형인 이피클레스와 병사들을 이끌고 아우게이아스를 죽인 후 그의 아들을 옹립했다고한다. 그러나 이 전쟁에서 헤라클레스는 이피클레스를 잃게 된다.

## 스팀팔로스의 새를 퇴치할 것
그의 외증조부 펠롭스는 선린외교를 빙자하여 초대한 아르카디아의 왕을 토막살인한 뒤 스팀팔로스의 늪에 던져버렸는데, 신뢰를 배신한 일로 펠롭스는 신들의 노여움을 사 괴성을 지르는 새들이 출현하여 스팀팔로스 숲을 황폐화시켰다. 헤라클레스는 화살로 쏘았으나, 새의 수가 너무 많자 청동방패를 두들겨 더 큰 소음을 내서 새들끼리 서로 부딪치게 해 혼란스럽게 만들어 추락사시켰다.

## 크레타의 황소를 생포할 것
에우리스테우스는 크레타의 왕 미노스로부터 황소를 처치해 달라는 부탁을 받고, 헤라클레스에게 황소를 처치할 것을 지시한다. 이 황소는 제우스가 에우로페를 납치할 때 잠시 몸을 빌었던 것으로 이후 지나치게 난폭하여 골치거리가 되었다고 한다. 다른 설에는 이 황소는 미노스가 포세이돈에게 바치려 했다가 약속을 어기고 바치지 않아 괴물 미노타우로스를 잉태케 한 황소라 한다.
크레타의 들판에서 황소와의 씨름 끝에 헤라클레스는 이 황소를 사로잡았다 한다. 신화에 의하면 헤라클레스가 황소를 때려잡은 것을 기념하기 위해 미노스왕은 이라클리온이라는 도시를 세웠다고 한다. 에우리스테우스는 이 황소를 헤라에게 바쳤으나 헤라가 이를 받지 않아 방치되었는데, 나중에 마라톤으로 건너가서 소란을 피우던 중 아테네의 영웅 테세우스에 의해 처치되었다.

## 디오메데스의 야생마를 생포할 것
트라키아의 왕 디오메데스는 자신이 기르는 말에게 인육을 먹였다. 나라 안의 범죄자나 사형수를 암말의 먹이로 주었으나, 먹잇이 부족하자 그는 지나가는 여행객에게 시비를 걸거나 씨름을 하자고 제안한 뒤 패한 사람을 자신의 암말의 먹이로 던졌다. 여행객을 가장하고 트라키아로 간 헤라클레스는 디오메데스와의 씨름에서 승리를 거둔 뒤, 왕 자신을 말에게 먹여 버렸다. 이때부터 인육 맛을 잃어버린 디오메데스의 암말들은 다시는 사람의 고기를 먹지 않았다 하며, 이 말들은 그리스로 데려왔다. 디오메데스의 암말들은 후일 알렉산더 대왕의 시대에까지 종마로써 혈통을 이어갔다 한다.

## 히폴리테의 허리띠를 훔칠 것
에우리스테우스의 딸 아드메테는 아마존 족의 여왕 히폴리테(Hippolyte)의 허리띠를 갖고 싶어했다. 이 허리띠는 군신 아레스가 오트레테(히폴리테의 어머니) 또는 히폴리테에게 선물로 준 것이었다. 헤라클레스가 아마존을 방문하자 남자에게 저항적인 아마존 족은 저항하지 않았는데, 히폴리테는 헤라클레스를 환영하고 그와 동침한 뒤 허리띠는 선물로 주었다. 헤라클레스가 허리띠와 히폴리테를 데려가자 아마존 족은 헤라클레스를 추격했는데, 자신을 배신한 것으로 안 헤라클레스는 히폴리테를 죽였다.
다른 설에는 히폴리테는 헤라클레스를 따라 아마존 족과 싸우던 중 아마존의 손에 죽었다고도 하고, 뒤에 테세우스의 아내가 되었다고도 한다. 일이 순조롭게 성사되는 것을 시기한 헤라는 아마존 족을 방문하여 디오메데스를 살해한 일을 알렸다는 설도 있고, 헤라클레스가 적의를 품고 온 것이라 이간질하였다는 전설도 있다.

## 게리온의 황소떼를 데려올 것
에우리스테우스는 바다 건너 에일리테이아 섬에 사는 게리온(Geryon)의 소를 가져오라 하였다. 게리온은 메두사의 아들인 크뤼사오르의 아들인데, 몸과 머리가 세 개인데 내는 소리는 사람 1만 명이 내는 소리와 맞먹는다 한다. 그가 소유한 많은 가축은 목동 에우뤼티온(Eurythion)을 고용하여 보호하게 했다.
헤라클레스가 배를 타고 오케아노스 강을 건널 때, 포세이돈은 헤라클레스의 자질을 시험하려 파도를 보냈고, 아폴론 역시 헤라클레스 가까이에 접근하였지만,  헤라클레스는 두 신에게 히드라의 독이 묻은 화살을 들이대어 위협하였다. 헤라클레스의 용기를 가상히 본 태양신 아폴론은 매일 저녁 서쪽에서 동쪽으로 타고 온다는 접시를 빌려주어 바다를 건너게 했다. 헤라클레스가 비밀리에 소떼를 몰고가던 중 에우뤼티온과 변견 오르트로스에게 발각되자, 그들을 죽인 다음 소를 배로 몰고 귀로에 올랐는데, 나중에 이 사실을 안 게리온이 추격해 오자 헤라클레스는 독이 묻은 화살로 게리온을 처치하였다. 헤라클레스는 마우레타니아의 아틀라스 산에 도착해 바다를 건너기 위해 이 산의 일부를 무너트렸는데, 신화에 의하면 이때 무너진 아틀라스 산의 일부를 헤라클레스의 기둥이라 한다. 지브롤터 해협을 건넌 그는 히스파니아와 갈리아 그리고 이탈리아를 거쳐갔다.
이탈리아에 도착하자 헤파이스토스의 아들인 카쿠스가 그의 소떼를 훔쳐서 자신이 사는 동굴로 몰고 갔지만, 헤라클레스의 외모를 흠모한 카쿠스의 여동생 카카가 카쿠스의 거처를 알려준 덕분에, 헤라클레스는 동굴로 가서 그를 처단한 후 다시 소떼를 몰고 티린스로 돌아왔다.

## 헤스페리데스의 사과를 따올 것
헤스페리데스의 사과는 헤라가 제우스에게서 선물로 받은 사과나무(혹은 할머니 가이아가 제우스와의 결혼선물로 둘에게 주었다는 설도 있다)에서 나는 사과로 헤라는 서쪽 정원에 심고, 헤스페리스 자매들과 잠들지 않는 용 라돈에게 지키도록 했다. 헤라클레스는 수소문 끝에 네레우스만이 길을 알고 있다는 것을 알아내고, 황금사과나무의 소재를 네레우스에게 물은 뒤 프로메테우스를 구하라는 예언을 듣고 코카서스 산으로 가아 프로메테우스를 구한다.
그리고 프로메테우스가 묶여 있던 바위산의 일부를 떼어내 반지를 만들어 끼움으로써 계속 거기 묶여 있어야 하는 프로메테우스의 운명도 지키면서 자유로울 수 있도록 해 주었다. 프로메테우스는 그에게 아틀라스를 통해 사과를 따오라고 하였으며, 아틀라스가 꾀를 낼 것임을 알려주었다.
서쪽 대양에서 하늘을 들고 서있는 벌을 받은 아틀라스를 만났다. 티탄의 전쟁에서 제우스에 대항한 죄로 평생 하늘을 받치고 있어야 하는 벌을 받고 있던 아틀라스에게 헤라클레스는 자기가 하늘을 떠받치고 있을 테니 황금사과를 하나 따 달라고 부탁했다. 황금사과를 가져왔으나, 고통에서 풀려나고 싶었던 아틀라스는 헤라클레스가 하늘을 잘 받치고 있는 것을 보고는 헤라클레스에게 하늘을 계속 떠받치라 했다. 그러나 헤라클레스는 그 말에 동의하는 척하고, 다만 지금 자세가 불편하니 하늘을 짊어지는 방법을 알려달라고 말하였다. 아틀라스가 그 말을 듣고 헤라클레스에게서 넘겨받는 순간, 헤라클레스는 황금사과를 챙겨서 미케네로 도피했다.

## 하데스의 수문장 케르베로스를 생포할 것
에우리스테우스는 마지막으로 헤라클레스에게 하데스의 수문장인 케르베로스를 데려오게 했다. 테세우스를 통해 신앙에 귀의한 헤라클레스는 데메테르의 밀교에 가입하여 데메테르의 신도 자격으로 지하로 내려갔다. 그러나 망각의 강 스틱스의 뱃사공 카론은 살아있는 필멸자를 태우기를 거부했고, 이에 불같이 화가 나서 필멸자를 받아들이지 않는 망각의 강 스틱스의 뱃사공 카론을 협박하여 하데스의 왕궁으로 건너갔다. 카론은 뒤에 헤라클레스를 도운 죄로 바위에 오래 묶여있는 형벌을 받았다고 한다.
잘 알려지지 않은 설로는 하데스의 수문장 케르베로스가 아니라 몰로시아인의 왕 아이도네우스가 기르는 사나운 개를 잡아오는 명이었다고 한다. 이 전설에 의하면 테세우스는 페이리토스 몫의 몰로시아인 공주를 납치하려다가 실패하여 감옥에 갇혔던 것을 헤라클레스의 명성을 존경하던 아이도네우스를 설득하여 석방시킨 것이라 한다.
12과업을 모두 마치자 공포에 질린 에우리스테우스는 헤라클레스를 아르골리스에서 추방하였고 다시는 아르골리스에 나타나지 말라고 엄명을 내렸다.

## 같이 보기
- 다케토리모노가타리